# Mihail Kogălniceanu
Mihail Kogălniceanu (Iași, 6 settembre 1817 – Parigi, 1º luglio 1891) è stato un avvocato, storico e politico romeno, Primo Ministro della Romania dall'11 ottobre 1863 al 26 gennaio 1865.
Amico personale di Alexandru Ioan Cuza, venne da questi nominato Primo Ministro dopo l'unificazione dei Principati danubiani. Oltre a questa carica, Mihail Kogălniceanu ricoprì anche la carica di Ministro degli Interni, sia sotto Cuza che sotto il Re Carlo I di Romania, con il quale fu per un certo periodo anche Ministro degli esteri.
Mihail Kogălniceanu fu uno dei più influenti intellettuali della sua generazione; politicamente un liberale moderato, iniziò la sua carriera politica come collaboratore del Principe Mihail Sturdza, essendo anche a capo del Teatro di Iaşi e pubblicando diverse opere con il poeta Vasile Alecsandri e con l'attivista Ion Ghica. Dopo aver pubblicato l'influente rivista Dacia Literară ed essendo professore alla Academia Mihăileană, venne in contrasto con le autorità per le sue idee nazionalistiche e fu uno degli ideologi della fallita Rivoluzione moldava del 1848 ed autore del suo documento programmatico Dorinţele partidei naţionale din Moldova (Le aspirazioni del Partito nazionale della Moldavia).
Dopo la Guerra di Crimea, con il Principe Grigore Alexandru Ghica redasse il progetto di legge per l'abolizione della schiavitù dei Rom; insieme con Vasile Alecsandri pubblicò la rivista unionista Steaua Dunării (Stella del Danubio), ebbe una parte importante nell'elezione del cosiddetto Divanul ad-hoc e nella successiva elezione al trono dell'amico Cuza.
Tra le altre iniziative politiche, Kogălniceanu è noto per l'appoggio dato alla riforma agraria, alla legge che aboliva i tradizionali titoli nobiliari e cariche ed a quella che portava alla secolarizzazione dei beni dei monasteri.
Nel 1865, in contrasto con il Principe in particolare sulla riforma agraria, Kogălniceanu rassegnò le proprie dimissioni. Circa dieci anni dopo, tornò sulla scena politica come uno dei fondatori del Partito Nazionale Liberale, prima di avere una parte importante nella decisione di far entrare la Romania nella Guerra turco-russa del 1877-78, una scelta che consolidò definitivamente l'indipendenza del Paese.
Negli ultimi anni della sua vita, Mihail Kogălniceanu fu un membro di rilievo dell'Accademia Romena, di cui fu anche presidente per un certo periodo, e fu per un breve periodo Ambasciatore romeno in Francia.